# United Nations Peacekeeping Force in Cyprus

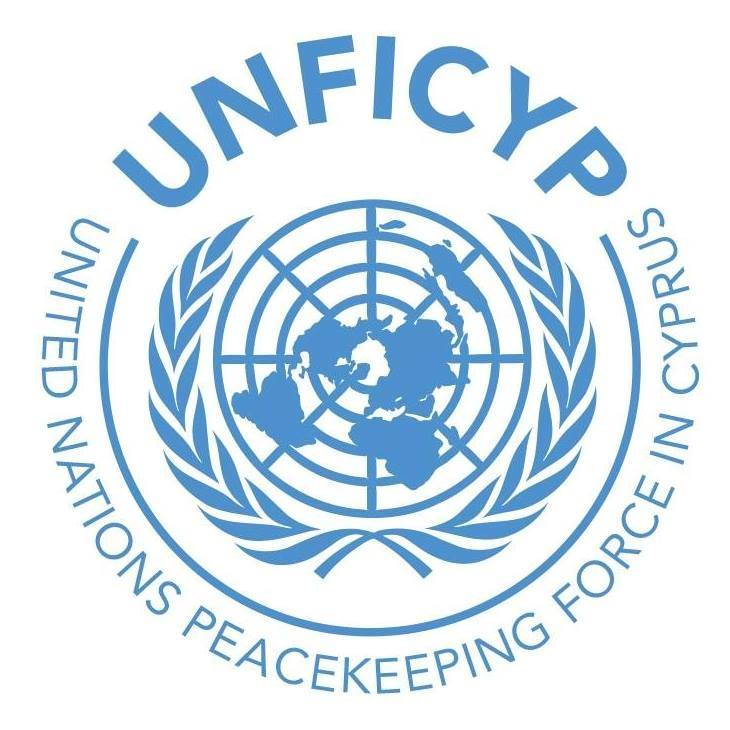
UNFICYP-Emblem

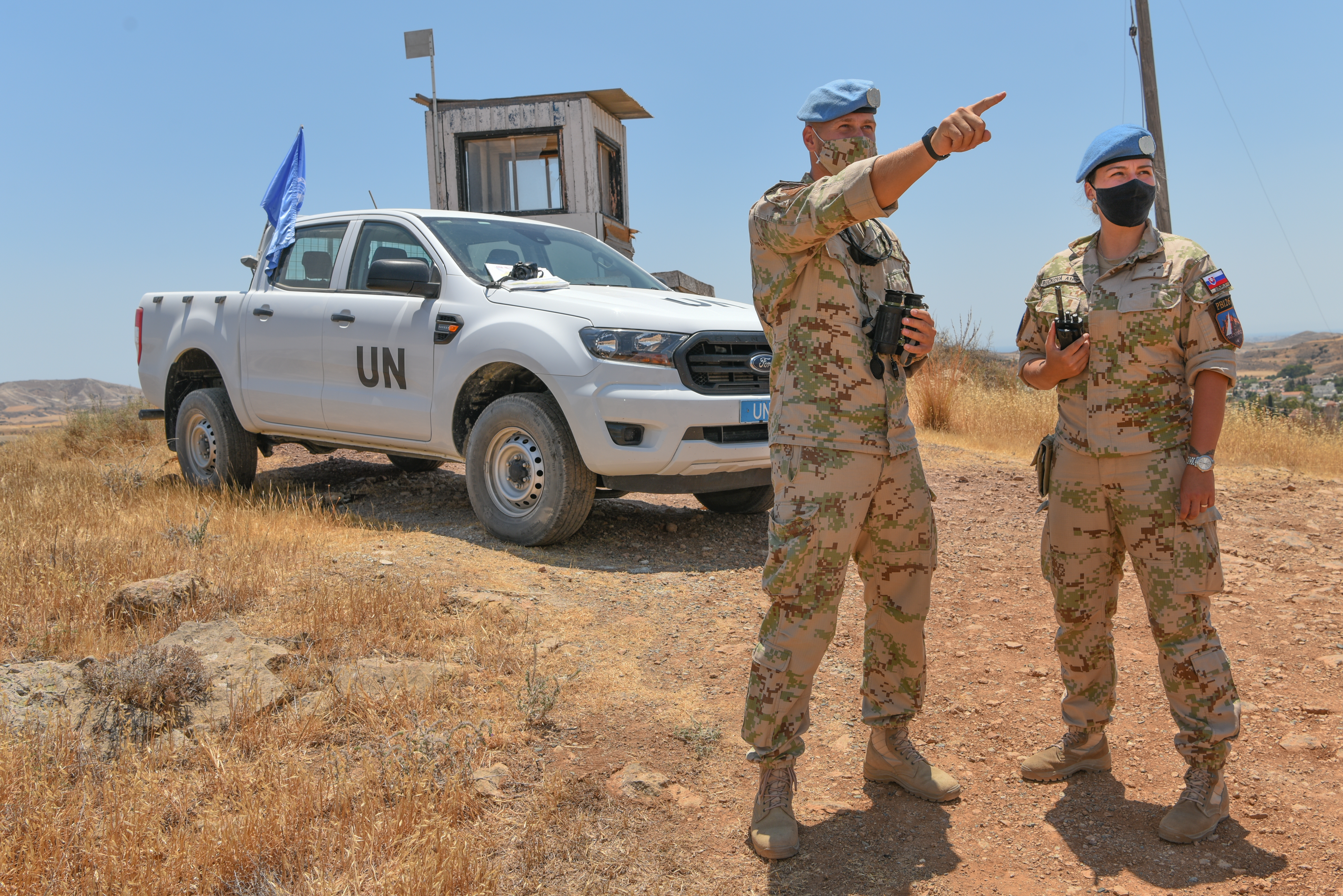
Slowakische UNFICYP-Friedenssoldaten patrouillieren in der Pufferzone (2021)

Die englisch United Nations Peacekeeping Force in Cyprus – kurz UNFICYP, deutsch Friedenstruppe der Vereinten Nationen in Zypern – wurde auf Basis der Resolution 186 des UN-Sicherheitsrates vom 4. März 1964 geschaffen, um im Konflikt auf der Mittelmeerinsel Zypern ein Wiederaufflammen der Kampfhandlungen zwischen der griechischen und der türkischen Volksgruppe zu verhindern sowie Recht und Ordnung wiederherzustellen.
Seit der Verschärfung des Konfliktes 1974 überwacht die UN-Friedenstruppe das Waffenstillstandsabkommen vom 16. August 1974 und die zu einer Pufferzone erweiterte Waffenstillstandslinie.
Das Mandat der UNFICYP wird seitdem vom Sicherheitsrat kontinuierlich verlängert; in den letzten Jahren erfolgt dies regelmäßig einmal jährlich für jeweils zusätzliche zwölf Monate. Gemäß der Resolution 2771 (2025) des UN-Sicherheitsrates – beschlossen am 31. Januar 2025 – läuft das derzeitige Mandat bis zum 31. Januar 2026.
UNFICYP ist die derzeit drittälteste noch andauernde UN-Friedensmission.
Als Hauptquartier diente bis 2019 das Ledra Palace Hotel in Nikosia; seitdem befindet sie sich in gegenüberliegenden Gebäuden. Zudem gibt es größere Camps in Larnaka und Famagusta.

## Personal
Am 4. November 2021 übernahm der UN-Beamte Colin William Stewart (Kanada) als Sonderbeauftragter des UN-Generalsekretärs die Leitung der UNFICYP von seiner Landsfrau Elisabeth Spehar. Die militärische Leitung hat seit Januar 2024 Generalmajor Erdenebat Batsuuri (Mongolei) inne.
Die Zahl der anfangs über 6000 Blauhelmsoldaten ist inzwischen stark gesunken. Am 31. Januar 2014 gehörten der Mission noch 1047 Personen an, davon 855 Truppenangehörige, 67 Polizisten und 149 zivile Mitarbeiter.
Verluste: 183 Personen, davon 172 Militärangehörige, 3 Polizisten, 6 internationale und 2 lokale zivile Beamte (Stand: 30. Juni 2018).

### Force Commander
| Nr. | Name                                   | Heimatstaat            | Beginn der Berufung | Ende der Berufung | Bemerkungen                                        |
| --- | -------------------------------------- | ---------------------- | ------------------- | ----------------- | -------------------------------------------------- |
| 1.  | General Gyani                          | Indien                 | März 1964           | Juni 1964         |                                                    |
| 2.  | General K. S. Thimayya                 | Indien                 | Juni 1964           | Dez. 1965         | starb am 18. Dezember 1965 eines natürlichen Todes |
| 3.  | interim: Brigadegeneral A. J. Wilson   | Vereinigtes Königreich | Dez. 1965           | Mai 1966          | Stellvertretender Force Commander.                 |
| 4.  | Generalleutnant Armas-Eino Martola     | Finnland               | Mai 1966            | Dez. 1969         | [ 6 ]                                              |
| 5.  | Generalleutnant Dewan Prem Chand       | Indien                 | Dez. 1969           | Dez. 1976         |                                                    |
| 6.  | Generalmajor James J. Quinn            | Irland                 | Dez. 1976           | März 1981         | [ 7 ]                                              |
| 7.  | Generalmajor Günther G. Greindl        | Österreich             | März 1981           | Apr. 1988         |                                                    |
| 8.  | Generalmajor Clive Milner              | Kanada                 | Apr. 1988           | Apr. 1992         |                                                    |
| 9.  | Generalmajor Michael F. Minehane       | Irland                 | Apr. 1992           | Aug. 1994         |                                                    |
| 10. | Brigadegeneral Ahti Toimi Vartiainen   | Finnland               | Aug. 1994           | Feb. 1997         |                                                    |
| 11. | ?                                      |                        |                     |                   |                                                    |
| 12. | Generalmajor Victory Rana              | Nepal                  | Dez. 1999           | Dez. 2001         |                                                    |
| 13. | Generalleutnant Jin Ha Hwang           | Republik Korea         | Jan. 2002           | Dez. 2003         |                                                    |
| 14. | Generalmajor Hebert Figoli             | Uruguay                | Jan. 2004           | Jan. 2006         |                                                    |
| 15. | Generalmajor Rafael Jose Barni         | Argentinien            | März 2006           | März 2008         |                                                    |
| 16. | Konteradmiral Mario Sánchez Debernardi | Peru                   | Apr. 2008           | Dez. 2010         |                                                    |
| 17. | Generalmajor Chao Liu                  | Volksrepublik China    | Jan. 2011           | Aug. 2014         |                                                    |
| 18. | Generalmajor (w) Kristin Lund          | Norwegen               | Aug. 2014           | Juli 2016         | Später Head of Mission der UNTSO.                  |
| 19. | Generalmajor Mohammad Humayun Kabir    | Bangladesch            | Aug. 2016           | Juli 2018         |                                                    |
| 20. | Generalmajor (w) Cheryl Pearce         | Australien             | Nov. 2018           | Jan. 2021         |                                                    |
| 21. | Generalmajor (w) Ingrid Gjerde         | Norwegen               | März 2021           | Juli 2023         |                                                    |
| 22. | Generalmajor Erdenebat Batsuuri        | Mongolei               | Jan. 2024           | amtierend         |                                                    |

## Finanzierung

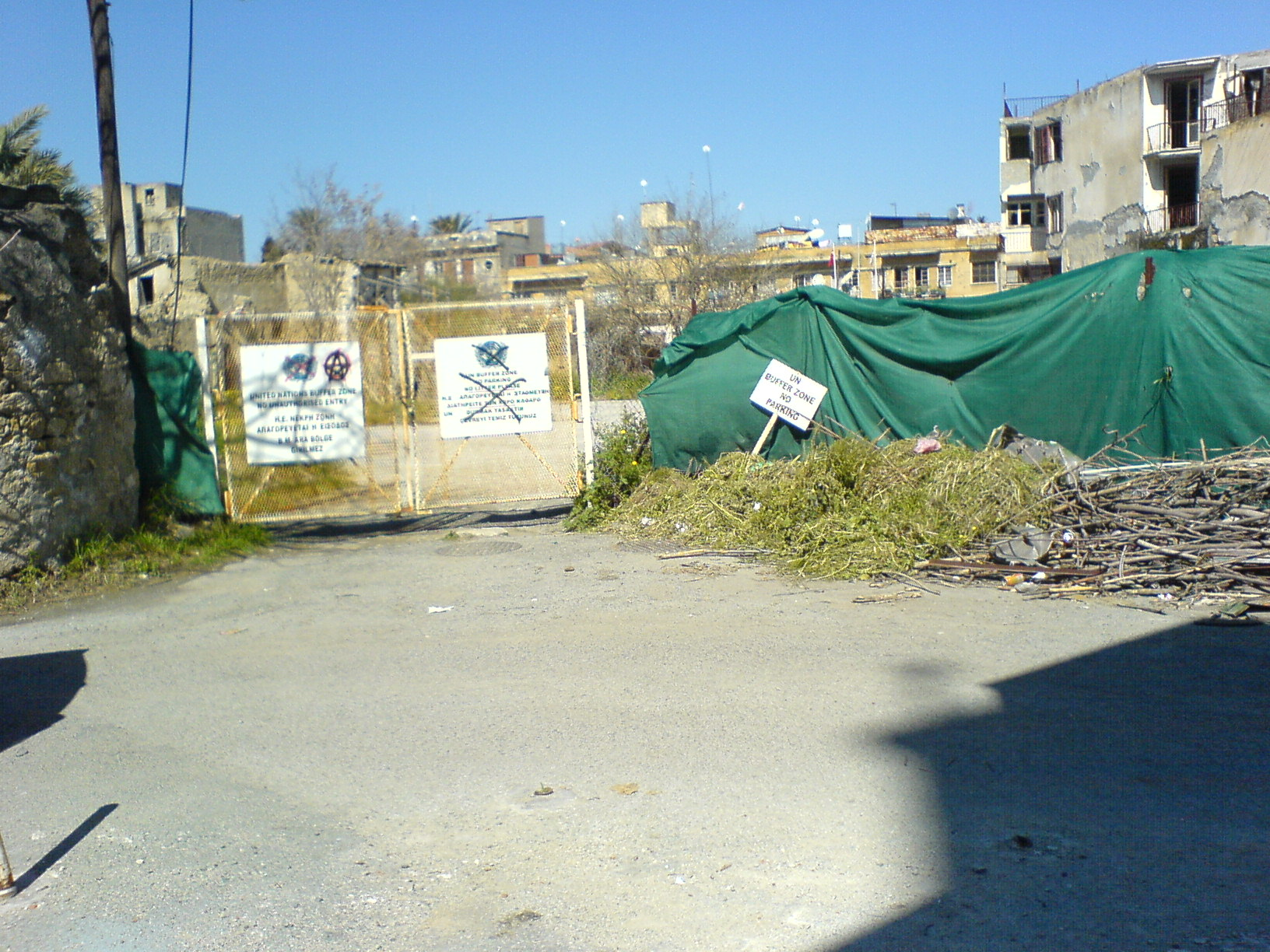
Teil der UN-Pufferzone in der Altstadt von Nikosia

Das Budget für den Zeitraum vom 1. Juli 2013 bis zum 30. Juni 2014 beträgt 56.604.300 US-Dollar. Finanzierungsprobleme seit Anbeginn sind Hauptgrund für den anhaltenden Truppenabzug. Im Gegensatz zu vergleichbaren UNO-Friedensmissionen, die durch Pflichtbeiträge aus dem ordentlichen UN-Haushalt finanziert werden, war für den Einsatz der Blauhelme auf Zypern ein Finanzierungsschema entworfen worden, das allein auf freiwilligen Beitragsleistungen beruhte. Griechenland und die Türkei zahlten eine Hälfte der anfallenden Kosten, die Entsenderstaaten 70 Prozent der zweiten Hälfte. Die übrigen 30 Prozent sollten durch freiwillige Beitragszahlungen anderer UNO-Mitgliedsländer gedeckt werden.

## Pufferzone

Von den UN kontrollierte Pufferzone (hellblau)

Als Zypern 1974 in einen südlichen und einen von der türkischen Armee besetzten Nordteil getrennt wurde, kam es zu einer Verschärfung des Konfliktes zwischen Griechenland und der Türkei, da es auch um territoriale Ansprüche im östlichen Mittelmeer ging.
In der Altstadt von Nikosia ist die Waffenstillstandslinie nur sechs Meter breit, in ländlichen Gebieten stellenweise sieben Kilometer. Insgesamt beläuft sich die Fläche der neutralisierten Zone auf drei Prozent der gesamten Inselfläche Zyperns. Die Länge der Waffenstillstandslinie beträgt 180 Kilometer und reicht im Westen von Kato Pyrgos weiter nach Famagusta im Osten. Diese Greenline darf auf keiner Seite verändert werden, obwohl immer wieder versucht wurde, kleine Veränderungen durchzuführen.
Diese Pufferzone ist in drei Sektoren unterteilt. Sektor 1 erstreckt sich von Kato Pyrgos bis Nikosia, Sektor 2 bildet die Hauptstadt Nikosia und Sektor 4 (nicht 3) wird die Zone zwischen Nikosia und Famagusta genannt.

## Observer Points

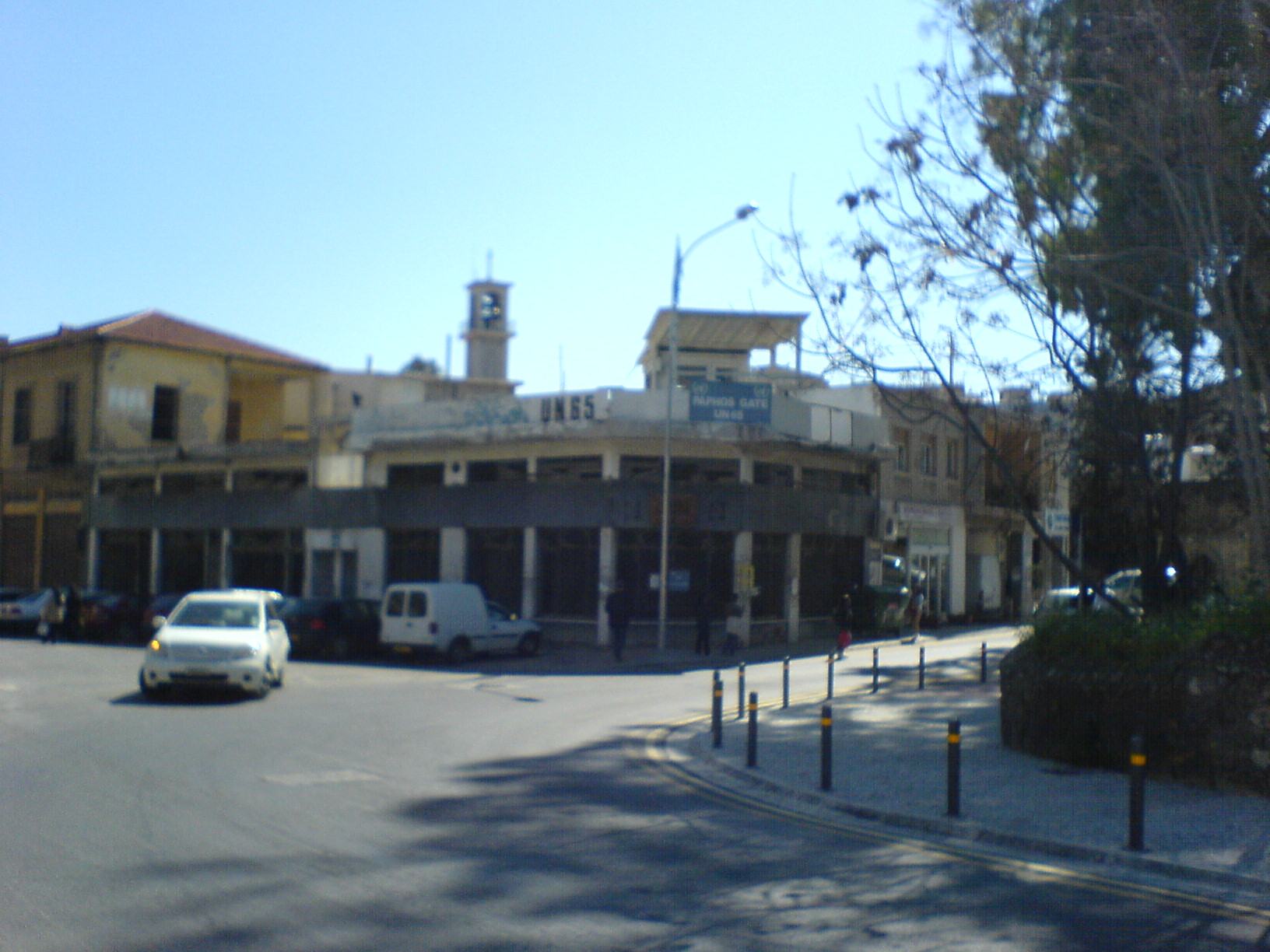
Observer Point 65 (Paphos Gate) in der Altstadt von Nikosia

Entlang der Waffenstillstandslinie wurden Observer Points eingerichtet, um das Überwachen des Waffenstillstandsabkommens rund um die Uhr zu erleichtern. Zusätzlich werden noch Patrouillen zu Fuß und mit Fahrzeugen durchgeführt.
Bei den OPs wird zwischen fixen OPs und OPTs (für temporary) unterschieden. Letztere werden nur bei Patrouillenfahrten angefahren und für eine gewisse Zeitspanne (bis zu einer Stunde) bemannt. Auf einem OP befindet sich eine Gruppe (nach anglo-amerikanischen Maßstab sechs Mann), die dort eine Unterkunft (teilweise Container aufgeteilt in sogenannte „Cabins“, teilweise in gemauerten Gebäuden), Wohnräume und eine Sentry-Box unterhalten. Die meisten OPs sind leicht bewehrt (Stacheldrahtzaun, Sandsackstellungen) und leicht bewaffnet (maximal zwei MGs).
Die OPs und OPTs sind durchnummeriert (bis OP-146 am östlichsten Punkt der Pufferzone) und werden von der Mannschaft meist aufgrund ihres Aussehens oder ihrer Lage benannt.